# 威利·萨尼奥尔
威利·萨尼奥尔（Willy Sagnol，1977年3月18日—），出生於法国城市圣艾蒂安，是一位法国足球運動員。

## 俱乐部生涯
萨尼奥尔来自於当年法国教练执教的法国青训闻名的聖伊天。早在1995/96赛季他就已经参加了十场法国足球甲级联赛，之后一年他参加了法国足球乙级联赛，接下来1997转会法国足球顶级俱乐部摩纳哥队。在那里他随队参加法甲，共出场71次，并在99/00赛季获得法国甲级联赛冠军。从2000年7月1日开始，威利·萨尼奥尔加盟德甲豪门拜仁慕尼黑，签约至2010年6月30日。在拜仁慕尼黑他也成为了法国国家队成员，并几乎获得了所有俱乐部级别的荣誉。威利·萨尼奥尔同时是一位出色的助攻选手，这一特点早为他的球迷所熟知。
2009年1月20日，萨尼奥尔宣布因伤病退役。

## 国家队生涯
2000年11月15日萨尼奥尔终於代表法国国家队参加了首场国际A级比赛，之前他也曾经代表国家青年队参加过在马来西亚举行的世青赛。对於他而言，他的位置一直被所占据，这样，他的国脚生涯初期一直只能够以替补身份出场。其间，他在国家队取得过2001以及2003年联合会杯冠军。
2006年世界杯他终于以主力身份代表法国队出场。

## 執教生涯
萨尼奥尔於2021年2月15日開始執教格魯吉亞國家隊。

## 成就

### 球會
摩纳哥
- 法甲冠军：2000

 拜仁慕尼黑
- 德甲冠军：2001、2003、2005、2006
- 德國盃冠军：2003、2005、2006
- 德国联赛杯：2000、2004
- 欧洲冠军杯：2001
- 丰田杯：2001

### 國家隊
法國
- 世界杯亚军：2006
- 联合会杯冠军：2001、2003

## 私生活
威利·萨尼奥尔已婚，並有四名兒女。